# Espasa d'Orió
L'Espasa d'Orió és una asterisme ben reconeixible al sud del famós Cinturó d'Orió.

## Observació
L'asterisme, gràcies a la seva posició veïna a l'equador celeste, és ben visible des de tots els llocs habitats de la Terra; es mostra com una "columna" de petits estels i nebuloses disposades en sentit nord-sud.
Com el Cinturó d'Orió, també l'Espasa te una llarga història osservacional; tant Ciceró com Germànic la citen referint-se a ella com a Ensis, és a dir, l'"espasa" del gegant Orió. El nom Ensis ha quedat com nom propi de l'estel η Orionis, tot i que aquesta es troba en una posició diferent de l'asterisme, que es compon d'estrelles, el qual és format dels estels 42 Orionis, θ Orionis (el cúmul del Trapezi), i ι Orionis.
També els àrabs la consideraven com una espasa, anomenant-la Saif al Jabbār, és a dir "L'espasa del gegant". Pels Xinesos era 伐 (càstig), mentre en la tradició japonesa tenia el significat de Ko-mitsu-boshi （小三星）, els "Tres Petits Estels".

## Característiques
Entre els seus components, la nebulosa d'Orió (M42) té una posició fonamental: en l'antiguitat es creia que era una estrella senzilla, potser una mica difuminada, resulta ser una de les nebuloses més grans conegudes, així com la més brillant observable de la Terra i la més estudiada . Gràcies a l'observació d'aquesta nebulosa, els científics van poder observar i estudiar les etapes fonamentals de la formació estel·lar.
Entre les tres estrelles de l'Espasa hi ha, a més de la nebulosa d'Orió, altres dos sistemes de nebuloses importants: una consisteix en la nebulosa De Mairan (M43), realment connectada directament amb la nebulosa d'Orió, i al nord, NGC 1977, una nebulosa. amb reflexió il·luminada per l'estel 42 Orionis.